# Amnesia global transitoria
La Amnesia global transitoria (AGT) es un síndrome en neurología clínica que se caracteriza principalmente por una disfunción temporal pero prácticamente total de la memoria a corto plazo, además de dificultades de gravedad variable a la hora de acceder a recuerdos más antiguos. Una persona que sufre un estado de AGT no presenta otros signos de deterioro de funciones cognitivas, pero solo puede recordar los últimos momentos de su pasado consciente, además de aquellos hechos de su historia personal codificados de forma más profunda, como por ejemplo, su propio nombre.

## Síntomas
Durante un ataque de AGT, la persona afectada no es capaz de crear nuevos recuerdos (amnesia anterógrada), pero por lo demás, se encuentra en un estado normal de alerta y lucidez, manteniendo un conocimiento absoluto sobre su propia identidad y la de sus familiares cercanos. Asimismo, también mantiene intactas sus habilidades perceptivas, así como un amplio repertorio de conductas complejas aprendidas. En cambio, no es capaz de recordar nada que haya ocurrido más allá de los últimos minutos, y es posible que también se vea afectado el recuerdo de sucesos más lejanos en el tiempo, aunque esto no ocurre en todos los casos. El grado de amnesia es profundo, y durante el intervalo de tiempo en que el afectado es consciente de su condición, suele acompañarse de un estado de ansiedad.
Los criterios diagnósticos para la AGT, según se han definido con propósitos de investigación clínica, incluyen:
- El ataque ha sido observado por un testigo confiable, y consiste en una pérdida total de la memoria para hechos recientes (amnesia anterógrada).
- No existe pérdida de consciencia, ni ningún deterioro cognitivo que no sea la amnesia.
- No hay signos o déficits neurológicos focales durante o después del ataque.
- No se manifiestan características típicas de la epilepsia, ni se han producido episodios de epilepsia en los últimos dos años, y el paciente no ha sufrido ningún daño cerebral recientemente.
- El ataque tiene una duración inferior a 24 horas.

### Progresión de un episodio de AGT
La aparición de la AGT es, por lo general, bastante rápida, y su duración varía, pero suele limitarse a un periodo de entre 2 y 8 horas. Una persona bajo los efectos de una AGT suele guardar únicamente recuerdos de los últimos minutos, o menos, y no es capaz de retener nueva información más que ese breve periodo de tiempo. Una de las características más particulares de este síndrome es la perseverancia que muestran los afectados, que suelen repetir metódicamente las mismas preguntas o afirmaciones una y otra vez, siempre acompañadas por la misma entonación y gestualidad. Esta circunstancia suele describirse en casi todos los ataques de AGT, y en ocasiones se ha considerado como una característica definitoria de esta condición.
Las personas que experimentan una AGT conservan sus habilidades sociales, así como los recuerdos significativos más antiguos, lo que casi siempre incluye el conocimiento de su propia identidad y de la de sus familiares cercanos. También conservan la capacidad de ejecutar diversas tareas complejas que han sido aprendidas, como por ejemplo, la capacidad de conducir. A pesar de la apariencia externa de normalidad, una persona que sufre una AGT se encuentra desorientada en tiempo y espacio, y es posible que no pueda recordar el año en que se encuentra, o el lugar en el que vive. A pesar de que en ocasiones se han descrito estados confusionales, se ha considerado que pueden tratarse de observaciones imprecisas por parte de los testigos del ataque, aunque sí resulta común que se experimente un elevado estado emocional, en comparación con lo observado en los casos de ataques de isquemia transitoria.
En un amplio estudio realizado sobre 142 casos, el 11% de los individuos en estado de AGT mostraban un alto grado de emotividad, y el 14% manifestaban miedo a la muerte.
El ataque se atenúa al cabo de varias horas; los recuerdos más antiguos son los primeros que se recuperan, y la memoria a corto plazo se va recuperando, de forma que el afectado cada vez puede retener la información durante un periodo de tiempo mayor. Al cabo de 24 horas suele darse un aparente retorno a la normalidad, aunque en ocasiones pueden persistir durante más tiempo algunos efectos secundarios.
En la mayor parte de los casos no existen más efectos a largo plazo que una ausencia total del recuerdo del periodo durante el que se sufrió el ataque, que suele llegar hasta una o dos horas antes de que éste comenzara. A este fenómeno por el que no se recuerda el incidente sufrido se le denomina "amnesia lacunar". Existen algunas nuevas evidencias de la existencia de un deterioro observable  semanas o incluso años después del ataque, pero este fenómeno sólo se ha documentado en una reducida cantidad de casos.

## Epidemiología
La incidencia anual estimada de la AGT varía desde un mínimo de 2,9 casos por cada 100.000 habitantes (en España) hasta los 5,2 casos por cada 100.000 habitantes (en Estados Unidos), pero entre la gente de edad cercana a los 50 años, la incidencia varía desde los 23 casos por cada 100.000 habitantes (en una población de los Estados Unidos) hasta los 32 por cada 100.000 (en una población escandinava).
La AGT es más común en personas de entre 56 y 75 años, encontrándose la media de edad del paciente de AGT en aproximadamente 62 años.

## Diagnóstico diferencial
El diagnóstico diferencial debe realizarse respecto a:
- Trombosis de la arteria basilar.
- Accidente cerebrovascular cardioembólico.
- Accidente cerebrovascular de la arteria cerebral posterior.
- Crisis parciales complejas.
- Epilepsia del lóbulo frontal.
- Epilepsia del lóbulo temporal.
- Infarto lacunar.
- Diversas variantes de migraña.
- Síncopes y ataques paroxísticos.

Si el ataque dura menos de una hora, podría tratarse de una amnesia epiléptica transitoria. Si dura más de 24 horas, por definición, no puede considerarse un caso de AGT. Una investigación diagnóstica al respecto podría centrarse en alguna clase de ataque isquémico o sangrado craneal no detectado.

## Causas
La causa subyacente a los ataques de AGT permanece incierta. Las principales hipótesis se refieren a alguna clase de suceso epiléptico, a problemas de circulación sanguínea cerebral, o a algún tipo de fenómeno similar a las migrañas. Las diferencias son suficientemente significativas como para considerar la AGT como un síndrome clínico heterogéneo con múltiples etiologías, mecanismos y pronósticos diferenciados en cada caso.

### Sucesos precipitantes
Los ataques de AGT se han asociado a alguna clase de suceso precipitante en al menos una tercera parte de los casos. En las mujeres, este suceso suele tener un componente de fuerte emotividad; en los hombres, es más frecuente que se trate de alguna clase de esfuerzo físico. Los sucesos precipitantes que se han señalado más frecuentemente incluyen un ejercicio vigoroso, la natación en aguas frías, cambios drásticos de temperatura y sucesos estresantes o emocionalmente traumáticos. Existen informes de ataques similares a la AGT que tienen lugar después de ciertos procedimientos médicos, o durante el transcurso de ciertas enfermedades. Existe una ligera incidencia familiar (2%).
Si la definición de suceso precipitante se amplia de forma que incluya aquellos eventos que tienen lugar días o semanas antes del ataque, así como responsabilidades emocionalmente estresantes, como preocupaciones de índole económica, asistencia a funerales o sentimientos de agotamiento debidos a responsabilides excesivas de cara al cuidado de los niños, el porcentaje de ataques de AGT que se pueden atribuir a sucesos precipitantes asciende hasta el 80%.
Algunas investigaciones han señalado el papel que desempeñan los factores psicológicos. Este sería el caso de aquellos estados de AGT en los que se muestran elevados niveles de ansiedad o depresión. La inestabilidad emocional puede suponer un factor de vulnerabilidad a determinados estresores desencadenantes de una AGT. Las personas que han sufrido un ataque de AGT, en comparación con las que han sufriso un ataque de Amnesia Isquémica Transitoria (AIT), tienden a presentar un mayor grado de problemas emocionales (como depresión o fobias) en su historia personal o familiar, o a haber experimentado algún tipo de suceso precipitante de tipo fóbico o emocional.

### Hipótesis vasculares
La isquemia cerebral es una de las causas que más se han señalado como posibles, al menos para algún segmento de la población con AGT, y hasta los años 90 existía la concepción generalizada de que la AGT era una variante del accidente isquémico transitorio secundario a algún tipo de enfermedad cerebrovascular. Los investigadores que se muestran en contra de la causa vascular de la AGT apuntan que las personas que sufren una AGT no son más propensos que la población normal a sufrir enfermedades cerebrovasculares subsecuentes. De hecho, «en comparación con los pacientes de AIT, los pacientes de AGT muestran un riesgo significativamente inferior de sufrir accidentes cerebrovasculares, infarto de miocardio y muerte».
No obstante, existen otras posibles causas de tipo vascular, de acuerdo con la investigación que estudia la presencia de una insuficiencia valvular de la vena yugular en los pacientes de AGT. En estos casos, en su mayor parte hombres, la AGT ha venido precedida de un vigoroso ejercicio físico. Una hipótesis actual dice que la AGT puede deberse a una congestión venosa del cerebro, que conduciría a la isquemia de determinadas estructuras involucradas en la memoria, como el hipocampo. Se ha demostrado que la aplicación de la maniobra de Valsalva puede estar relacionada con un flujo retrógrado de sangre en la vena yugular, y por tanto, presumiblemente, en la circulación sanguínea cerebral en pacientes con AGT.

### Migraña
Padecer un historial personal de migrañas es un factor de riesgo estadísticamente significativo identificado en la literatura médica al respecto. «Al comparar a pacientes de AGT con un grupo control formado por sujetos normales (...) el único factor significativamente asociado a un incremento del riesgo de padecer un ataque de AGT fue la migraña». Un estudio halló que el 14% de las personas con AGT tenían,un historial de migrañas, y aproximadamente una tercera parte de los participantes de otro estudio clínico informaron de un historial semejante.
No obstante, la migraña parece presentarse de forma simultánea a la AGT, ni tampoco parece ser un suceso precipitante. Durante una AGT suelen tener lugar dolores de cabeza, así como náuseas, y ambos síntomas son característicos de la migraña, pero parece que durante un ataque de AGT no tiene lugar la sintomatología completa asociada a las migrañas. Así, la conexión entre ambos sucesos no se ha establecido claramente, y la falta de consenso acerca de la definición misma de la migraña contribuye a que no sea una tarea sencilla establecer una asociación definitiva, además de las diferencias que se presentan en edad, género y características psicológicas entre los pacientes de migrañas, al comparar estas variables con la población que sufre de AGT.

### Epilepsia
La amnesia es un síntoma que se presenta de forma frecuente en la epilepsia, y por esta razón, las personas que sufren de epilepsia no son incluidas en la mayor parte de los estudios de la AGT. En un estudio en el que se aplicaron criterios estrictos para el diagnóstico de AGT, no se hallaron características propias de la epilepsia en los EEG de más de 100 pacientes de AGT. No obstante, a pesar del hecho de que las lecturas de los EEG durante un ataque de AGT suelen ser normales, y de que tampoco se observan otros síntomas habituales de la epilepsia, se ha especulado con que algunos ataques epilépticos se inician como una AGT. El hecho de que el 7% de las personas que experimenta una AGT desarrolla posteriormente una epilepsia hace surgir la pregunta de cuál es la verdadera patología que presentan: AGT o amnesia epiléptica transitoria (AET). Los ataques de AET tienden a ser cortos (menos de una hora) y a repetirse, por lo que una persona que ha experimentado repetidos ataques de amnesia temporales que recuerdan a la AGT, pero con una duración inferior a una hora, es muy probable que desarrolle una epilepsia.
También se ha sugerido que pueden presentarse algunos casos atípicos de AET, en forma no compulsiva y con una duración similar a la de la AGT. Estos casos podrían constituir un subgrupo diferenciado de AGT. La AET, en contraposición a la AGT, también se caracteriza por dos formas inusuales de alteración de la memoria: una aceleración del olvido a largo plazo (pérdida excesivamente rápida de recuerdos adquiridos recientemente durante un periodo de días o semanas) y pérdida de la memoria autobiográfica remota (pérdida de recuerdos acerca de sucesos de gran saliencia experimentados personalmente en las últimas décadas).
En suma, dilucidar si un suceso amnésico en concreto se trata de un caso de AET o de AGT representa un desafío diagnóstico, especialmente a la luz de las últimas publicaciones que describen posibles déficits cognitivos a largo plazo en algunos casos de (presumiblemente bien diagnosticada) amnesia global transitoria.

### Otras asociaciones
Se ha estudiado una posible relación entre la AGT y el uso de estatinas (un tipo de droga utilizada en el tratamiento del colesterol).

## Pronóstico
En principio, el pronóstico de la AGT «pura» es muy bueno. No afecta a las tasas de mortalidad o morbilidad, y en contra de lo que se pensaba inicialmente, no parece suponer un factor de riesgo para desarrollar un accidente cerebrovascular o una enfermedad isquémica. Se han documentado ratios de recurrencia variables, aunque se ha calculado que la media de recurrencia puede fijarse en torno a un 6% al año. Se considera que la AGT es una condición benigna que no requiere más tratamiento que tranquilizar al paciente y a su familia. La parte más importante del tratamiento tras el diagnóstico es cuidar de las necesidades psicológicas del paciente y sus allegados. «Ver cómo el que una vez fue un compañero, hermano o pareja competente y saludable se vuelve incapaz de recordar qué acaba de decir hace solo un minuto es muy estresante, y por eso, son a menudo los allegados del paciente quienes requieren ser tranquilizados».
La AGT puede tener múltiples etiologías y pronósticos. Como se ha visto, algunas presentaciones atípicas pueden enmascarar una epilepsia y ser consideradas con mayor propiedad como casos de amnesia epiléptica transitoria. Además, algunos casos de personas que experimentan procesos amnésicos que divergen de los criterios diagnósticos sobre los que se articula la AGT, pueden presentar un pronóstico menos benigno que aquellos casos que consisten en una AGT «pura».
Recientemente se han desarrollado estudios de neuroimagen y pruebas neurocognitivas para dilucidar si la AGT es tan benigna como tradicionalmente se ha pensado. Los datos obtenidos mediante imagen por resonancia magnética muestran que algunas personas que ha sufrido una AGT presentan cavidades en el hipocampo más numerosas, grandes e indicativas de daño patológico que las cavidades observadas tanto en los sujetos sanos de un grupo control, como en otro grupo control formado por personas con tumores o accidentes cerebrovasculares. Se han observado deterioros de tipo verbal y cognitivo días después de los ataques de AGT. Un extenso estudio neurocognitivo realizado sobre pacientes que habían sufrido una AGT hacía más de un año mostró la presencia de efectos persistentes en forma de deterioro cognitivo leve en una tercera parte de los casos En otro estudio se observaron «disfunciones cognitivas selectivas tras la recuperación clínica», sugiriendo un posible deterioro de tipo frontal. Estas disfunciones podrían tener lugar en el ámbito de la recuperación de la información, concretamente en la velocidad de acceso a los datos almacenados.